# Панче Неделковски
Панче Атанасов Неделковски (на македонска литературна норма: Панче Атанасов Неделковски) е югославски партизанин, полковник от ЮНА и деец на НОВМ.

## Биография
Роден е на 24 април 1912 година в Скопие. Завършва гимназия в родния си град, а през 1934 година завършва военната академия в Белград и става офицер от пехотата. През 1938 година завършва Военната въздухоплавателна школа и става пилот. След операция Ауфмарш 25 е пленен в Сараево и отведен в Германия, където престоява от 6 април 1941 година до първата половина на 1942 година. След като се завръща през лятото на 1943 година влиза в редиците на Тиквешки народоосвободителен партизански отряд „Добри Даскалов“. В края на 1943 година става заместник-командир на Главния щаб на НОВ и ПОМ. Там се изявява като оперативен ръководител на Февруарският поход и Пролетната офанзива. След това е назначен за подполковник. Делегат е на Първото заседание на АСНОМ, а също така е избран за член на Президиума на Народното събрание на Македония. През първата половина на 1945 година е повишен в чин подполковник и началник на оперативния отдел при Щабът на авиацията на ЮНА в Земун. Умира при авиокатастрофа на път за Скопие.